# Puig d'Aiguadolç
El Puig d'Aiguadolç és una muntanya de 91 metres que es troba al municipi de Cadaqués, a la comarca catalana de l'Alt Empordà.